# Ekaterina Karsten
Ekaterina Karsten (Belorusko: Кацярына Карстэн, Kaciarina Karsten; rusko Екатерина Карстен, beloruska veslačica, * 2. junij 1972, Minsk.
Poleg olimpijskih nastopov in osvojenih medalj, je Ekaterina osvojila zlato tudi na Svetovnih prvenstvih v veslanju 1997, 1999, 2005, 2006 ter 2007.
Njen dekliški priimek je Hodotovič (Ходотович), zaradi česar včasih o njej pišejo v obliki Ekaterina Karsten-Hodotovič. Trenutno živi v Nemčiji, kjer trenira z možem v Potsdamu.